# Lista członków Alice in Chains

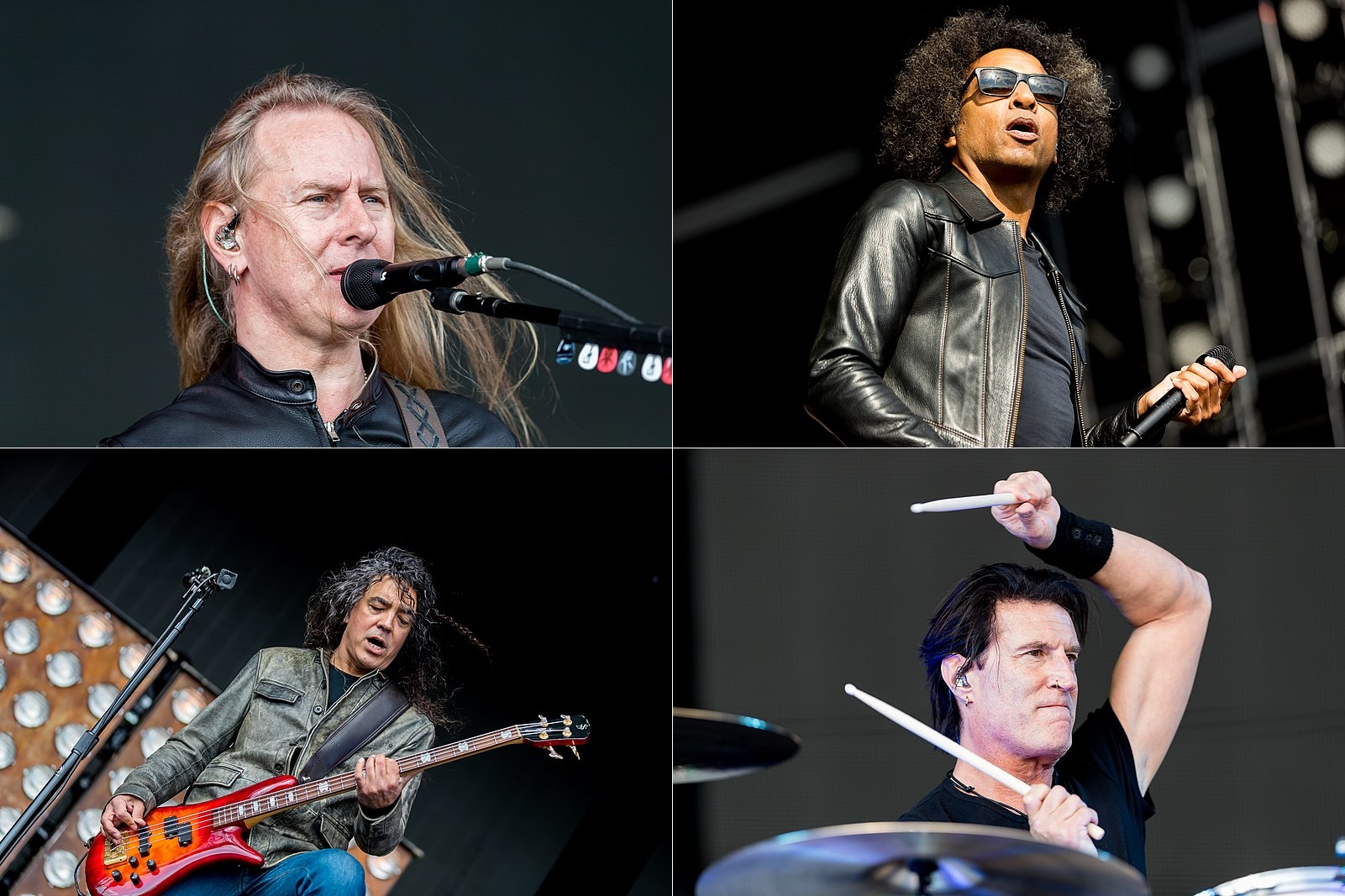
Skład zespołu od 2006 (u góry po lewej Jerry Cantrell, po prawej William DuVall. U dołu po lewej Mike Inez, po prawej Sean Kinney)

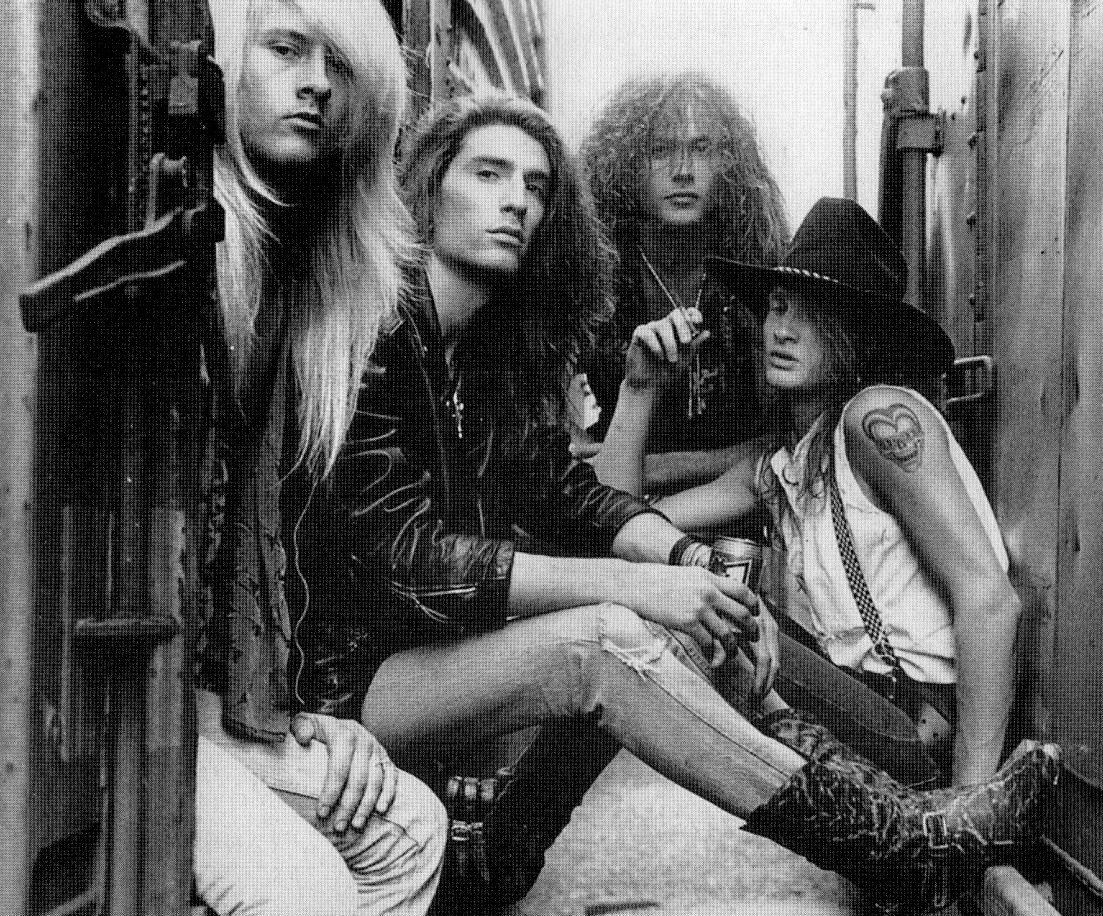
Skład zespołu od 1987 do 1993. Od lewej: Cantrell, Kinney, Mike Starr i Layne Staley

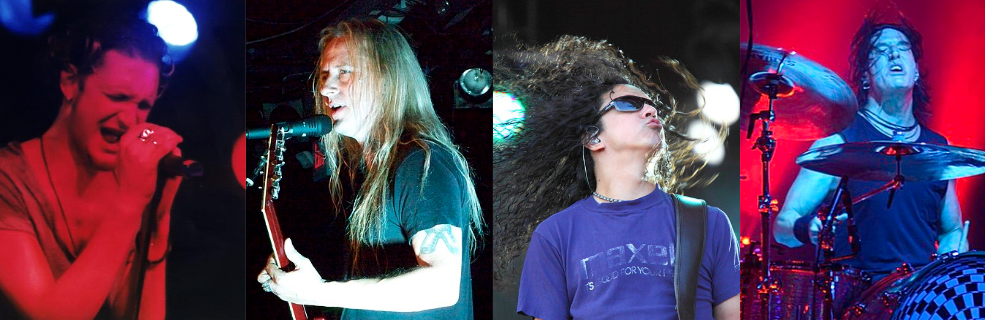
Skład grupy w latach 1993–2002. Od lewej: Staley, Cantrell, Inez i Kinney

Alice in Chains – amerykański zespół muzyczny utworzony jesienią 1987 w Seattle w stanie Waszyngton z inicjatywy wokalisty i gitarzysty Jerry’ego Cantrella oraz perkusisty Seana Kinneya. W pierwszym składzie znaleźli się również wokalista Layne Staley i basista Mike Starr.
Przed założeniem Alice in Chains, Cantrell udzielał się w amatorskim trio Raze. Następnie grał na gitarze w formacji Phoenix, która – za jego sugestią – przemianowała się na Diamond Lie. Został on frontmanem i głównym kompozytorem zespołu. Prócz autorskich utworów, grupa grała covery z repertuaru Kiss i Sweet. Członkowie Diamond Lie zarejestrowali w London Bridge Studio w Seattle demo z czterema utworami. Po rozpadzie zespołu Cantrell dołączył do glammetalowej formacji Tima Branoma, Gypsy Rose, grając w niej – według źródeł – przez tydzień, lub od trzech do czterech tygodni. Kinney w dzieciństwie występował wraz ze swoim dziadkiem w zespole The Cross Cats, prezentującym muzykę country i swing, a następnie w grupie Cyprus, której współzałożycielem był Starr. Kolejnymi zespołami basisty były Sato oraz Gypsy Rose. W ostatnim z nich Starr grał krótko z Cantrellem. Staley, przed dołączeniem do Alice in Chains, od 1984 występował w kapeli Sleze, która po dwóch latach funkcjonowania zmieniła nazwę na Alice N’ Chains. Na początku 1987 muzycy wydali demo z trzema utworami. Po rozwiązaniu Alice N’ Chains w drugiej połowie 1987, Staley udzielał się w efemerycznym projekcie Rona Holta – 40 Years of Hate. Kiedy jesienią Cantrell i Kinney zdecydowali się założyć zespół, zaprosili Starra i Staleya do nowego projektu (wokalista znał Kinneya od 1985, a Cantrella od 1987; drugiemu z nich zaoferował mieszkanie w kompleksie sal prób Music Bank, którym zarządzał).
Oryginalny skład Alice in Chains utrzymał się do stycznia 1993, kiedy to w ramach tournée promującego drugi album studyjny Dirt (1992), miejsce Starra – zmagającego się z uzależnieniem od heroiny – zajął współpracujący z Ozzym Osbourne’em Mike Inez. Na początku kwietnia 2002, w wyniku przedawkowania narkotyków (speedball), zmarł Staley. Zespół na okres trzech lat zawiesił działalność. Reaktywacja nastąpiła w 2005, a od marca 2006 nowym wokalistą jest William DuVall, były członek m.in. Neon Christ i Comes with the Fall.
Jedynymi stałymi członkami zespołu pozostają Cantrell i Kinney. Poniższa lista przedstawia kompletny zbiór obecnych, jak i byłych członków grupy, spis producentów muzycznych z jakimi kwartet współpracował na przestrzeni lat, oraz listę muzyków, którzy nagrywali z zespołem w studiu w charakterze gościnnym i sesyjnym.

## Członkowie

### Obecni
| Zdjęcie        | Imię i nazwisko | Lata aktywności w zespole | Instrument                                                       | Instrumenty okazjonalne                      | Informacje                                                      | Źr     |
| -------------- | --------------- | ------------------------- | ---------------------------------------------------------------- | -------------------------------------------- | --------------------------------------------------------------- | ------ |
| William DuVall | William DuVall  | od 2006                   | śpiew • gitara rytmiczna • wokal wspierający                     | gitara prowadząca                            | wszystkie wydawnictwa zespołu od Black Gives Way to Blue (2009) | [ 35 ] |
| Jerry Cantrell | Jerry Cantrell  | 1987–2002, od 2005        | śpiew • gitara rytmiczna • gitara prowadząca • wokal wspierający | gitara basowa • talk box                     | wszystkie wydawnictwa zespołu                                   | [ 35 ] |
| Mike Inez      | Mike Inez       | 1993–2002, od 2005        | gitara basowa                                                    | akustyczna gitara basowa • wokal wspierający | wszystkie wydawnictwa zespołu od Jar of Flies (1994)            | [ 35 ] |
| Sean Kinney    | Sean Kinney     | 1987–2002, od 2005        | perkusja • instrument perkusyjny                                 | fortepian • tamburyn                         | wszystkie wydawnictwa zespołu                                   | [ 35 ] |

### Byli
| Zdjęcie      | Imię i nazwisko | Lata aktywności w zespole | Instrument                | Instrumenty okazjonalne                | Informacje | Źr     |
| ------------ | --------------- | ------------------------- | ------------------------- | -------------------------------------- | --- | ------ |
| Layne Staley | Layne Staley    | 1987–2002                 | śpiew • wokal wspierający | perkusja • gitara rytmiczna            | wszystkie wydawnictwa zespołu do The Essential Alice in Chains (2006)                                               | [ 35 ] |
| Mike Starr   | Mike Starr      | 1987–1993                 | gitara basowa             | gitara elektryczna • wokal wspierający | wszystkie wydawnictwa zespołu do Dirt (1992), albumy kompilacyjne (1999–2006) i kompilacyjno-koncertowy Live (2000) | [ 35 ] |

## Oś czasu
- w latach 2002–2005 działalność zespołu była zawieszona[30].

## Personel studia

### Producenci
| Zdjęcie       | Imię i nazwisko  | Lata współpracy z zespołem | Wyprodukowane albumy / utwory                                                                     | Źr            |
| ------------- | ---------------- | -------------------------- | ------------------------------------------------------------------------------------------------- | ------------- |
| Dave Jerden   | Dave Jerden      | 1990–1992, 1998            | We Die Young (EP; 1990), Facelift (1990), Dirt (1992), utwory „Get Born Again” i „Died” (1998)    | [ 37 ]        |
| Rick Parashar | Rick Parashar    | 1988–1989, 1992            | demo (1988), dwa dema do albumu studyjnego Facelift (1989), Sap (EP; 1992), utwór „Would?” (1992) | [ 38 ] [ 39 ] |
|               | Toby Wright      | 1995–1996, 1998            | Alice in Chains (1995), Unplugged (1996), utwory „Get Born Again” i „Died” (1998)                 | [ 40 ]        |
|               | Nick Raskulinecz | od 2009                    | Black Gives Way to Blue (2009), The Devil Put Dinosaurs Here (2013), Rainier Fog (2018)           | [ 41 ]        |

## Muzycy sesyjni
| Zdjęcie       | Imię i nazwisko       | Lata aktywności | Instrument                                   | Informacje                                                                                                | Źr     |
| ------------- | --------------------- | --------------- | -------------------------------------------- | --- | ------ |
| –             | Kevin Shuss           | 1990            | wokal wspierający                            | dodatkowy wokal wspierający na albumie studyjnym Facelift                                                 | [ 42 ] |
| Ann Wilson    | Ann Wilson            | 1992            | śpiew • wokal wspierający                    | partie śpiewu i wokalu wspierającego na minialbumie Sap w utworach „Brother”, „Am I Inside” i „Love Song” | [ 43 ] |
| Chris Cornell | Chris Cornell         | 1992            | śpiew                                        | partie śpiewu na minialbumie Sap w utworze „Right Turn”                                                   | [ 44 ] |
| Mark Arm      | Mark Arm              | 1992            | śpiew                                        | partie śpiewu na minialbumie Sap w utworze „Right Turn”                                                   | [ 44 ] |
| Tom Araya     | Tom Araya             | 1992            | śpiew                                        | partie głosu na albumie studyjnym Dirt w utworze „Untitled”                                               | [ 45 ] |
| –             | April Acevez          | 1994            | altówka                                      | altówka na minialbumie Jar of Flies w utworze „I Stay Away”                                               | [ 46 ] |
| –             | Darrell Peters        | 1994            | dodatkowy wokal wspierający                  | partie wokalu wspierającego na minialbumie Jar of Flies w utworze „Don’t Follow”                          | [ 47 ] |
| –             | David Atkinson        | 1994            | harmonijka ustna                             | harmonijka ustna na minialbumie Jar of Flies w utworze „Don’t Follow”                                     | [ 47 ] |
| –             | Justine Foy           | 1994            | wiolonczela                                  | wiolonczela na minialbumie Jar of Flies w utworach „I Stay Away” i „Whale & Wasp”                         | [ 46 ] |
| –             | Matthew Weiss         | 1994            | altówka                                      | altówka na minialbumie Jar of Flies w utworze „I Stay Away”                                               | [ 46 ] |
| –             | Randy Biro            | 1994            | dodatkowy wokal wspierający                  | partie wokalu wspierającego na minialbumie Jar of Flies w utworze „Don’t Follow”                          | [ 47 ] |
| –             | Rebecca Clemons-Smith | 1994            | wiolonczela                                  | wiolonczela na minialbumie Jar of Flies w utworach „I Stay Away” i „Whale & Wasp”                         | [ 46 ] |
| –             | Scott Olson           | 1996            | gitara akustyczna • akustyczna gitara basowa | drugi gitarzysta na albumie koncertowym Unplugged, zarejestrowanym w ramach cyklu MTV Unplugged           | [ 48 ] |
| –             | Chris Armstrong       | 2009            | tabla                                        | tabla na albumie studyjnym Black Gives Way to Blue w utworze „When the Sun Rose Again”                    | [ 49 ] |
| Elton John    | Elton John            | 2009            | fortepian                                    | fortepian na albumie studyjnym Black Gives Way to Blue w utworze „Black Gives Way to Blue”                | [ 50 ] |
| Lisa Coleman  | Lisa Coleman          | 2009            | wibrafon                                     | wibrafon na albumie Black Gives Way to Blue w utworze „Black Gives Way to Blue”                           | [ 51 ] |
| –             | Chris DeGarmo         | 2018            | gitara akustyczna                            | gitara akustyczna na albumie studyjnym Rainier Fog w utworze „Drone”                                      | [ 52 ] |